# Wir (dynamika płynów)

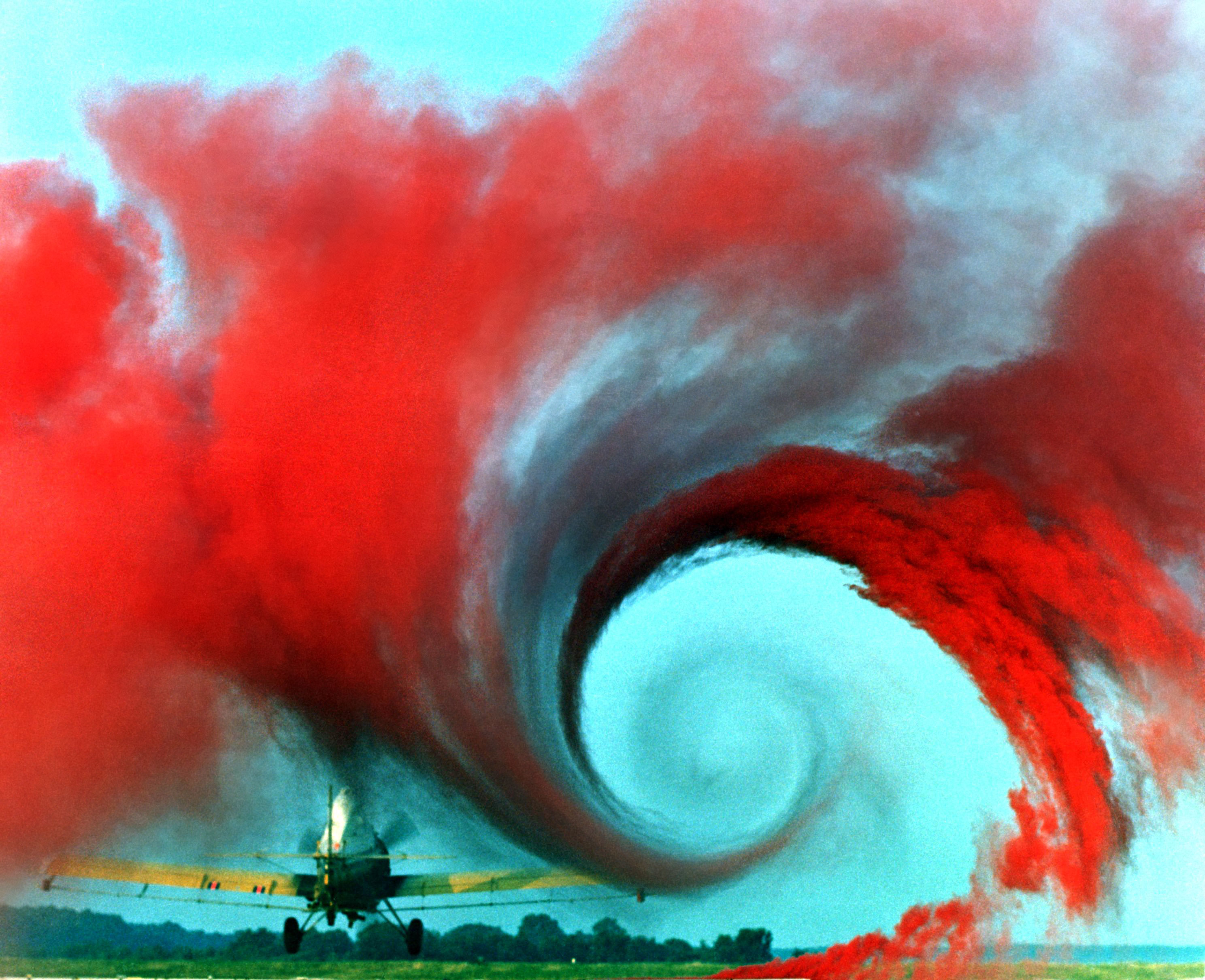
Wir ukazany kolorowym dymem, a utworzony przez startujący samolot

Wir (ang. vortex) – jednospójny obszar płynu, w którym wektor rotacji prędkości płynu jest różny od zera, ma ten sam kierunek i zwrot w każdym punkcie pola. Taki wir zapisać można w postaci:
{\displaystyle \forall _{(x,y)\in \Omega \times \Omega }\;\mathrm {rot} \,\mathbf {u(x)} \neq 0,\quad \mathrm {rot} \,\mathbf {u(x)} \,\times \,\mathrm {rot} \,\mathbf {u(y)} =0,}
gdzie:
{\displaystyle \mathbf {u} } – wektor prędkości płynu,
{\displaystyle x,y} – dowolna para punktów w obszarze wiru {\displaystyle \Omega .}
Równanie powyższe opisuje wir płaski. Istnieją ponadto przestrzenne struktury wirowe, np. wir toroidalny tworzący się w obszarze krótkiego, ostrokrawędzistego rozszerzenia rury.
W obszarze wiru wektor prędkości kątowej płynu {\displaystyle \mathbf {\omega } } jest różny od zera, prostopadły do płaszczyzny wiru i wyraża się on wzorem:
{\displaystyle \mathbf {\omega } ={\frac {1}{2}}\,\mathrm {rot} \,\mathbf {u} .}
Przykłady wirów:
- płaski wir punktowy w cieczy nielepkiej:

{\displaystyle \mathbf {u} (r)={\frac {\Gamma }{2\pi r}}\mathbf {e} _{\phi },}
gdzie:
{\displaystyle \Gamma } – intensywność wiru,
{\displaystyle \mathbf {e} _{\phi }} – wersor rotacyjny biegunowego układu współrzędnych;
- wir Lamba (początkowo punktowy wir w cieczy lepkiej)

{\displaystyle \mathbf {u} (r)={\frac {\Gamma }{2\pi r}}(1-e^{-r^{2}/4\nu t})\mathbf {e} _{\phi }.}
W rzeczywistych wirach występujących w przyrodzie prędkość kątowa (a zatem i rotacja prędkości) nie jest na ogół stała, lecz jej wartość zmniejsza się stopniowo wraz z odległością od centrum wiru.
Linie prądu w obszarze wiru płaskiego tworzą krzywe zamknięte. W warunkach przepływu stacjonarnego poruszają się po nich cząstki płynu.
Wiry występują powszechnie w przepływach płynów rzeczywistych. Można je zaobserwować bezpośrednio w obszarze oderwania warstwy granicznej. W sprzyjających sytuacjach tworzyć mogą ścieżki wirowe. W przepływach laminarnych wiry mają często charakter stabilnych struktur koherentnych.
Istnienie kaskady wirów o rozmaitych skalach charakterystyczne jest dla przepływu turbulentnego. Jednakże w turbulencji pojedyncze duże wiry są na ogół niestabilne i szybko ulegają przekształceniu w mniejsze struktury wirowe.
Wiry obserwuje się:
- podczas laminarnych i turbulentnych przepływów płynów rzeczywistych,
- wokół końców skrzydeł samolotów (tzw. wir podkowiasty),
- w pewnej odległości od krawędzi spływu skrzydeł ptaków i samolotów,
- od strony zawietrznej opływanych ciał stałych (samochodów, statków, pocisków),
- w wielu zjawiskach atmosferycznych (tornada, chmury kłębiaste),
- podczas wybuchu bomby atomowej w tzw. grzybie atomowym.

Wiru rzeczywistego opisanego podanym wyżej równaniem nie należy mylić z tzw. wirem potencjalnym, zwanym też pseudowirem.